# Písečný přesyp u Osečka
Písečný přesyp u Osečka je přírodní památka ev. č. 1172, která se nachází severozápadně od obce Oseček v okrese Nymburk. Vyhlášena byla 23. června 1989 a správou je pověřena AOPK Praha. Důvodem ochrany je písečná duna a lokalita vzácných hub.

## Popis lokality
Písečný přesyp vznikl během pozdního glaciálu (13 000 – 11 000 př. n. l.) vyvátím materiálu z labských teras. Písky jsou jemně až středně zrnité. S rozmachem zemědělství v 18.–19. století bylo migrující těleso postupně uměle osázeno s cílem stabilizovat jeho polohu. Část současného rozsahu chráněného území pokrývají borovice lesní (Pinus sylvestris) a bříza bělokorá (Betula pendula) na části rostou pouze mechorosty a lišejníky. Typickým zástupcem bylinného společenství je paličkovec šedavý (Corynephorus canescens), kostřava ovčí (Festuca ovina) a kolenec Morisonův (Spergula morisonii).
Na přesypu samotném a v jeho blízkém okolí bylo zjištěno přes 80 druhů mnohdy vzácných hub, např. hřib příživný (Pseudoboletus parasiticus), hřib siný (Gyroporus cyanescens) či holubinka ametystová (Russula amethystina). V oblasti žijí pískomilné druhy hmyzu, mimo běžnějších druhů je to chroust maďalový (Melolontha hippocastani), mravkolev Grocus bore nebo svižník lesní (Cicindela sylvatica).